# اتفاقية اللورد إليوت

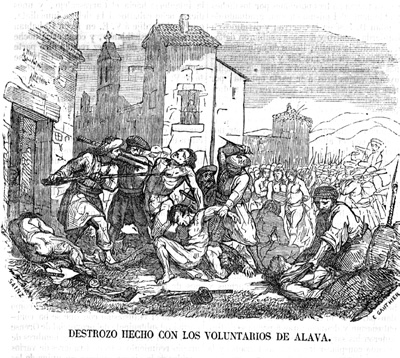

اتفاقية اللورد إليوت أو معاهدة إليوت هي اتفاقية عُقدت في أبريل 1835 بين طرفين متخاصمين في الحرب الكارلية الأولى، وأُبرمت بواسطة اللورد إدوارد إليوت. ولم يكن إنهاء الحرب مقصدها بل كان الهدف منها هو منع الطرفين من تنفيذ عقوبات الإعدام رميًا بالرصاص التي كان يمارسها كلى الطرفين بشكل جزافي ووحشي.
واختار الطرفان إدوارد إليوت وسيطًا لحل النزاع في مدريد في 21 نوفمبر 1821، وحصل إليوت على لقب اللورد عام 1826.

## الإعدامات
في أثناء الحرب الكارلية الأولى التي بدأت عام 1833 أُعدم السجناء الكارليون الذين لم يبدوا ولائهم للملكة إيزابيل الثانية رميًا بالرصاص.
ومن بين أوائل الذين أُعدموا في ذلك الوقت سانتوس لادرون دي سيجاما في 14 أكتوبر 1833 في مدينة بنبلونة. وفي 4 ديسمبر 1833 أعدم رئيس أركان قشتالة القديمة، فيسينتي خينارو دي كيسادا، خمسة متمردين كارليين رميًا بالرصاص في مدينة برغش. وقد أمهلهم أربع ساعات للتحضير لوفاتهم، ولكن رئيس أساقفة برغش طلب أن تمتد تلك المهلة إلى 24 ساعة في المرات المقبلة. ولكن كيسادا رد عليه قائلًا: «لا أرى فائدة من إعطائهم مهلة أطول قبل إعدامهم».
وانتقم الكارليون لزملائهم عن طريق إعدام أسراهم بنفس الطريقة نكاية في العدو، إلى جانب أنهم كانوا يمتلكون مساحة محدودة لا تكفي لإسكان سجناءهم جميعًا. فعلى سبيل المثال عندما تعذر على الكارليون أن يحضروا مساجينهم معهم في حملات الجبال قرروا أن يعدموهم قبل أن ينتقلوا من مكان إلى آخر. ومن أحد الأمثلة على ذلك عندما عثر الكارليون على الجنود الليبراليين المختبئين بعد انتهاء معركة أليغريا-دولانتثي (التي وقعت في 27 أكتوبر 1834) شرعوا في قتلهم فور رؤيتهم بالطلق الناري أو بالطعن، وأعدموا قائد الجيش الليبرالي مانويل أودويل رميًا بالرصاص في 28 أكتوبر 1834.
واشتهرت حادثة أخرى أعدم فيها الكارليون 118 سجينًا مواليًا للملكة إيزابيل في بلدة هيريديا بأمر من توماس دي زومالاكاريجي.
واشتكى الأمير إسبارتيرو في مدينة بلباو من الإعدامات البربرية التي تمت في الحرب، ووضح أنه من الحكمة أن تنظم الحكومة طرق التعامل مع السجناء بين الطرفين المتخاصمين على النحو الذي يتماشى مع الأساليب التي تتبناها البلدين المتخاصمين طبقًا للقواعد العامة التي تتعلق بحقوق الإنسان وبالحرب.

## التدخل البريطاني
وناقشت الحكومة البريطانية تلك المشكلة، وبناءً عليه قررت أن ترسل وفدًا حتى تضمن موافقة كلى الطرفين على ضرورة إيقاف تلك الإعدامات العشوائية، وعُين اللورد إليوت والعقيد جون جيرتوود ممثلين لتلك المهمة. وكتب أحد المؤرخين «أن مذابح السجناء المتبادلة وقعت في أكثر من مرة، وأثار كلى الطرفان بأفعالهما الشنيعة إحساس الحقد القاتل والرغبة في الانتقام في الطرف الآخر. واختصارًا استمرت الحرب الأسبانية بوحشيتها المتطرفة حتى أن دوق ويلينغتون بعث اللورد إليوت والعقيد جيرتوود إلى أسبانيا في مهمة بدوافع إنسانية، وذلك للسعي إلى وضع حد للوحشية التي كان يمارسها الطرفان المتخاصمان، والتخفيف من دموية الحرب ومن عدوانيتها.»
وأضاف قائلًا: «كان كلاهما يجيد الأسبانية والفرنسية ويظهر عليهما الصفات الحسنة التي تؤهلهما لأداء تلك المهمة التي كُلفا بها نظرًا لأسلوبهما الاسترضائي وحسن معرفتهما بأسبانيا، واكتسب أحدهما تلك الصفات من خلال حياته الدبلوماسية، أما الآخر فقد اكتسبها من خلال حياته في الجيش». ووصف اللورد إليوت قائلًا: «أنه كان لبقًا في حديثه، رقيقًا في طباعه، يرتدي ثيابًا متواضعة بدون زخارف، وعمره 34 عامًا. وكان يرافقه العقيد جيرتوود بصفته نائبًا، وكان يرتدي زيًا عسكريًا».

## وصول اللورد إليوت وجيرتوود إلى أسبانيا
وصل اللورد إليوت إلى مدينة بايون في 5 أبريل 1835 وتواصل مع فرانسيسكو إيبوز القائد العام لقوات الملكة إيزالبيل الذي أتخذ مقره في بنبلونة. وأخبره اللورد إليوت أنه يريد أن يتواصل مع دون كارلوس وأنه يأمل ألا يمنعه جيش الملكة إيزابيل من ذلك. ووافق فرانسيسكو إيبوز على ذلك وأرسل معهما مستكشفًا بريطانيًا يعمل لدى الجيش الأسباني كي يرافقهما في رحلتهما عبر حدود أسبانيا، وهو يُدعى وايلد. وأتاح ذلك الفرصة لوايلد أن يخبر زومالاكاريجي بمهمة اللورد إليوت وجيرتوود.
ووصل إليوت وجيرتوود إلى بلدية سيغورا في 20 أبريل 1835 وقابلا دون كارلوس. ثم أرسلهما دون كارلوس إلى مقر زومالاكاريجي حتى يتفاوضا معه بشأن المعاهدة. ثم غادر كلاهما سيغورا ووصلا إلى بلدية ألساسوا حيث رافقهما العقيد سيراديلا.

## الاتفاقية
وفي تلك الأوقات وقعت معركة أرتازا (في 20-22 أبريل 1835) والتي أفضت إلى هزيمة جيوش الملكة إيزابيل تحت قيادة خيرونيمو فالديس الذي احتمى بنفسه في بلدية إستيا.
وأتخذ زومالاكاريجي مقرًا له في وادي بيرويزا وقابل اللورد إليوت هناك، وسرعان ما وافق على تلك الاتفاقية، ووقع عليها في 24 أبريل في أسارتا. وبناءً على تلك المعاهدة نجا 27 سجينًا بحياتهم ممن كانوا على وشك أن يُعدموا.
وتمنى إليوت أن يحصل على أوتوغراف من زومالاكاريجي قائد الجيش الكارلي، ولكن الآخير كتب عوضًا عن ذلك: «عندما احتفى بي الناس في أسارتا الواقعة في وادي بيرويزا تقديرًا للمعارك العديدة التي وقعت في خلال هذا القرن حظيت بشرف استقبال اللورد إليوت في 25 أبريل 1835. إهداء من توماس دي زومالاكاريغي إلى اللورد إليوت». ولذلك أهدى إليه اللورد إليوت التيليسكوب الذي استخدمه آرثر ويزلي دوق ويلينغتون في أثناء حرب استقلال أسبانيا. ولا يزال هذا التيليسكوب محفوظًا حتى الآن في المتحف العسكري في مدريد.
ومن ثم سافر المفوضان البريطانيان مع زومالاكاريغي من أسارتا إلى إستيا بحثًا عن قائد جيش الملكة خيرونيمو فالديس (وهو رئيس أركان الحرب في شمال أسبانيا بعد استقالة فرانسيسكو إيبوز) حتى يوقع على الاتفاقية. وفي أثناء رحلتهم توقفوا للراحة في دير للراهبات في بلدية إراتشي التي قال زومالاكاريجي أن «فيها راهبات حسناوات يجيدن صنع الشوكولاتة الممتازة».
ولكنهم لم يعثروا على فالديس في إستيا بل عثروا عليه في لوغرونيو. ولكن فالديس لم يكن راضيًا عن نص الاتفاقية التي وقعها زومالاكاريجي وأضاف إليها بعض التعديلات التي كان يعتقد أنها رشيدة. ووقع على الاتفاقية في لوغرونيو في 27 أبريل 1835. ثم قام العقيد الكارلي الذي كان يرافق المفوضين البريطانيين بإحضار النص الجديد إلى زومالاكاريجي الذي قام بدوره بالتوقيع على الاتفاقية الجديدة في 28 أبريل 1835.
وتضمنت الاتفاقية الشروط التسعة الآتية:
1. الحفاظ على حياة السجناء
2. تبادل الأسرى بصفة دورية
3. يجب أن يتساوى عدد الأسرى المتبادلين من كل طرف
4. يجب أن يتم التبادل على أساس الرتبة (أي أن يتبادل الطرفان عقيدًا بعقيد آخر وهلم جرًا)
5. يجب احترام البلديات التي يُحتجز فيها السجناء
6. تجب محاكمة السجناء السياسيين وفقًا للقانون
7. يجب احترام السجناء المرضى والمصابين
8. تُطبق تلك الشروط على جميع أقاليم المملكة
9. الالتزام الصارم بالاتفاقية
ونصت المادة السادسة على:
«في أثناء النزاعات الحالية لا يجوز أن يُقتل أي أحد أيًا كان سواء كان مدنيًا أو عسكريًا بسبب آراءه السياسية بدون محاكمته وإدانته بموجب القوانين أو المعاهدات أو المراسيم السارية في أسبانيا. وتنتطبق تلك المادة فقط على غير أسرى الحرب، أما هؤلاء فتنتطبق عليهم الشروط المذكورة في المواد السابقة».

## الإرث
وبعد إبرام الاتفاقية نُظمت طريقة التعامل مع أسرى الحرب الكارلية الأولى. وظهرت ثمار تلك الاتفاقية فوريًا. فقد كتب أحد جنود الفيلق البريطاني أن:
«قُتل العديد من الجنود البريطانيين وجنود القبعة الحمراء على يد الكارليين بلا رحمة، وفي بعض الأحيان كانوا يُعذبون بطرق تدنو في وحشيتها من مستوى هنود أمريكا الشمالية. ولكن بفضل معاهدة إليوت نجا جنود الجيش الأسباني بأرواحهم، إلى جانب أن الطرفان وافقوا على تبادل أسراهم بأسرى العدو بعدما عاني السجناء من المعاملة القاسية في سجون الأسرى لبعض الوقت.»
وقد خصص تشارلز فردريك هننجسن الذي حارب بجانب الكارليين كتابه إلى اللورد إليوت، وفيه قال أن «اللورد إليوت هو من بين القلائل الذين تدخلوا في الحرب الأهلية في أسبانيا الموحشة، ولن يكون اسمه لعنة لأهلها، بل سوف يحصد الكثير من الحسنات من جميع صفوف الجنود الأسبان».
ولكن رغم إبرام الاتفاق المتبادل الذي ينص على معاملة أسرى الحرب طبقًا لقوانين الحرب الاعتيادية، فلم تمض إلا بضعة شهور معدودة حتى عاود الطرفان اللجوء إلى أساليبهم الوحشية التي عهدوها من قبل كما لو لم يتغير شيء على الإطلاق.